# Herman Wold
Herman Ole Andreas Wold (ur. 25 grudnia 1908 w Skien, zm. 16 lutego 1992 w Uppsali) – szwedzki statystyk znany z prac nad szeregami czasowymi oraz prac z zakresu ekonometrii. Opracował metodę częściowych najmniejszych kwadratów (PLS). Eponim w matematyce: dekompozycja Wolda oraz twierdzenie Craméra-Wolda. 

## Życie i praca
Herman Wold urodził się w Skien w południowej Norwegii. Był najmłodszym spośród sześciorga rodzeństwa. W 1912 roku wraz z rodziną przeniósł się do Szwecji. Jego ojciec był kuśnierzem i prowadził niewielką firmę.
W 1927 roku rozpoczął studia matematyczne na Uniwersytecie w Sztokholmie. W tym czasie pracę na Uniwersytecie w Sztokholmie podjął Harald Cramér. Wold napisał później „Należeć do pierwszej grupy studentów Haralda Craméra było wielkim szczęściem, którego nie można nie doceniać.”
Po ukończeniu studiów w 1930 roku Wold pracował dla firmy ubezpieczeniowej. Wraz z Cramérem prowadził analizy umieralności, które umożliwiły opracowanie cenników dla kilku firm ubezpieczeniowych. Pod nadzorem Craméra, rozpoczął także pracę nad rozprawą doktorską z zakresu procesów stochastycznych. Równolegle prowadzili wspólnie także inne badania, których najbardziej znanym rezultatem jest twierdzenie Craméra-Wolda (1936).
Najważniejszym wynikiem rozprawy doktorskiej Wolda (A Study in the Analysis of Stationary Time Series), była nazywana dziś jego nazwiskiem dekompozycja Wolda, pozwalająca przedstawić proces stacjonarny jako sumę składowej deterministycznej i stochastycznej, która dalej może być przedstawiona jako nieskończona średnia ruchoma. Poza tym rozprawa po raz pierwszy zbierała wyniki prac z tego zakresu statystyków angielskich (głównie George'a Yule'a) oraz rosyjskich (głównie Aleksandra Chinczyna).
W 1938 roku komisja rządowa zleciła Woldowi przeprowadzenie ekonometrycznych badań popytu w Szwecji. Wyniki zostały opublikowane w 1940 roku. Równolegle pracował nad teorią popytu. Książka Demand Analysis (1952) stanowiła połączenie jego prac z teorii popytu, procesów stochastycznych, regresji oraz badań nad popytem w Szwecji.
W latach 1943–44 Trygve Haavelmo przedstawił wyniki swoich prac nad wykorzystaniem modelu układów równań jako podstawy badań ekonometrycznych. Wold nie zgadzał się z podejściem promowanym przez Haavelmo oraz Cowles Commission for Research in Economics i w latach 1945-65 intensywnie zajmował się problemem rekursywno-przyczynowego modelu łańcuchowego, który uważał za bardziej odpowiedni.
Pod koniec kariery Wold zmienił kierunek swoich badań z modelowania ekonometrycznego na opracowanie technik dla wielu zmiennych w, jak to nazywał, modelowaniu „wrażliwym”. Niektóre z tych metod były później rozwijane przez jego studenta Karla Jöreskoga.
Historia stanowisk akademickich Wolda jest krótka. W 1942 roku został profesorem statystyki na Uniwersytecie w Uppsali, gdzie pozostał aż do 1970 roku, kiedy to przeniósł się do Göteborga. W 1975 przeszedł na emeryturę i powrócił do Uppsali.

## Wybrane publikacje
- A Study in the Analysis of Stationary Time Series, 1938.
- Statistical Estimation of Economic Relationships, Econometrica, 1949.
- Demand Analysis: A Study in Econometrics, z Larsem Juréenem, 1952.
- Causality and Econometrics, Econometrica, 1954.
- Econometric model building: essays on the causal chain approach (red.), 1964.
- The fix-point approach to interdependent systems (red.), 1980.
- Systems under indirect observation: causality, structure, prediction (red. Karl Jöreskog i H. Wold), 1982.

### Biografie
- J. Gani: The Making of Statisticians, New York: Springer-Verlag, 1982. Książka ta zawiera rozdział, w którym Wold opisuje historię swojego życia.

- Svante Wold: Wold, Herman Ole Andreas, ss. 213-214 w Leading Personalities in Statistical Sciences from the Seventeenth Century to the Present, (N. L. Johnson, S. Kotz) 1997. New York: Wiley. Opublikowane pierwotnie w Encyclopedia of Statistical Science.